# Metencéfalo

Metencéfalo e Mielencéfalo são sub-divisões do rombencéfalo (verde).

Metencéfalo é um termo da embriologia para se referir à parte do encéfalo embrionário que a partir do terceiro mês de gestação começa a se desenvolver na ponte e cerebelo. Aparece na terceira semana de desenvolvimento embrionário e junto ao mielencéfalo faz parte do rombencéfalo. Dá origem ao V, VI, VII e VIII pares de nervos cranianos. Problemas em seu desenvolvimento podem causar patologias sensoriais e motoras fatais.